# Камелія Негря
Камелія Негря (рум. Camelia Negrea; Бузеу) — румунська боксерка, призерка чемпіонатів світу та Європи, чемпіонка Європи серед аматорів.

## Спортивна кар'єра
- 2001 року взяла участь у першому чемпіонаті світу з боксу серед жінок і завоювала бронзову медаль в категорії до 45 кг.
- На чемпіонаті світу 2002 достроково програла у першому бою росіянці Олені Сабітовій.
- На чемпіонаті Європи 2003 в категорії до 46 кг здобула три перемоги, у фіналі подолавши Олену Сабітову.
- На чемпіонаті Європи 2004 перемогла у чвертьфіналі українку Світлану Коркишко, а у півфіналі програла Деря Актоп (Туреччина).
- На чемпіонаті Європи 2005 у півфіналі перемогла Деря Актоп, а у фіналі програла Олені Сабітовій.
- На чемпіонаті світу 2005 в категорії до 48 кг достроково програла у півфіналі росіянці Олесі Гладковій.
- На чемпіонатах Європи і світу 2006 програла в першому бою, після чого завершила виступи.

2004 року провела один професійний бій проти Стелуци Дуце, який закінчився внічию.